# Campeonato Brasiliense 2020
El Campeonato Brasiliense de 2020 fue la edición 106.ª del principal campeonato de clubes de fútbol del Distrito Federal. El torneo es organizado por la Federação de Futebol do Distrito Federal y otorga cupos a los campeonatos nacionales y regionales del país. Concede tres cupos a la Copa de Brasil 2021, dos al Campeonato Brasileño de Serie D para equipos que no pertenezcan a ninguna de las demás categorías y dos a la Copa Verde 2021. Debido a la pandemia de COVID-19, fue suspendido indefinidamente. Para el mes de agosto, el campeonato fue reanudado con los partidos pendientes de la última fecha que se alcanzó a jugar del campeonato.

## Sistema de juego
El sistema de juego consiste en dos fases. En la primera de ellas, los doce equipos participantes del campeonato se enfrentarán entre sí en partidos de una sola vuelta completando un total de 11 jornadas. De estos, los ocho equipos con el mayor puntaje clasificarán a la fase final del campeonato mientras que los dos equipos con la menor puntuación descenderán a la Segunda División del Campeonato Brasiliense.
Seguidamente, los ocho equipos clasificados serán ubicados en juegos directos jugando partidos de ida y vuelta clasificando los cuatro mejores equipos de cada llave. Así sucesivamente, se jugarán las semifinales y la final del campeonato.

### Criterios de desempate
En caso de empate en la primera fase del torneo, se sigue el siguiente orden:
1. Mayor número de partidos ganados.
2. Mejor diferencia de gol.
3. Mayor número de goles a favor.
4. Confrontación directa entre los equipos (aplica entre dos equipos solamente).
5. Menor número de tarjetas amarillas.
6. Menor número de tarjetas rojas.
7. Sorteo.

En caso de empate en la fase final del torneo, se sigue el mismo orden de la primera fase con excepción de la final, la cual será definida por cobros desde el punto penal en caso de continuar con el empate.

## Equipos participantes

### Ascensos y descensos
| Pos. | Descendidos en la temporada 2019 |
| ---- | -------------------------------- |
| 11.º | Santa María                      |
| 12.º | Bolamense                        |

| Pos. | Ascendidos de la Segunda División de 2019 |
| ---- | ----------------------------------------- |
| 1.º  | Paranoá                                   |
| 2.º  | Ceilandense                               |

### Información de los equipos
| Equipo         | Ciudad              | Estadio                 | Capacidad | Posición 2019 |
| -------------- | ------------------- | ----------------------- | --------- | ------------- |
| Brasiliense    | Taguatinga          | Elmo Serejo             | 27 000    | 2.º           |
| Capital        | Guará               | Mané Garrincha          | 72 788    | 7°            |
| Ceilandense    | Ceilândia           | Maria de Lourdes Abadia | 4 000     | 2.º (Serie B) |
| Ceilândia      | Ceilândia           | Maria de Lourdes Abadia | 4 000     | 9.º           |
| Bosque Formosa | Formosa (Goiás)     | Diogo Gomes             | 6 000     | 8.º           |
| Gama           | Gama                | Walmir Campelo          | 20 000    | 1.º           |
| Luziânia       | Luziânia (Goiás)    | Serra do Lago           | 21 564    | 5.º           |
| Paranoá        | Paranoá             | JK Paranoá              | 8 000     | 1.º (Serie B) |
| Real Brasília  | Núcleo Bandeirante  | Defelê                  | 1 500     | 4.º           |
| Sobradinho     | Sobradinho          | Augustinho Lima         | 15 000    | 6.º           |
| Taguatinga     | Taguatinga          | Elmo Serejo             | 27 000    | 10.º          |
| Unaí           | Unaí (Minas Gerais) | Urbano Adjuto           | 4 000     | 3.º           |

## Primera fase
| Pos. | Equipos        | PJ | PG | PE | PP | GF | GC | Dif. | Pts. |
| ---- | -------------- | -- | -- | -- | -- | -- | -- | ---- | ---- |
| 1.   | Gama           | 11 | 10 | 1  | 0  | 41 | 8  | +33  | 31   |
| 2.   | Brasiliense    | 11 | 9  | 1  | 1  | 38 | 7  | +31  | 28   |
| 3.   | Real Brasília  | 11 | 7  | 2  | 2  | 25 | 9  | +16  | 23   |
| 4.   | Bosque Formosa | 11 | 6  | 1  | 4  | 19 | 19 | 0    | 19   |
| 5.   | Taguatinga     | 11 | 5  | 3  | 3  | 18 | 15 | +3   | 18   |
| 6.   | Capital        | 11 | 3  | 6  | 2  | 15 | 12 | +3   | 15   |
| 7.   | Luziânia       | 11 | 4  | 2  | 5  | 22 | 21 | +1   | 14   |
| 8.   | Sobradinho     | 11 | 4  | 1  | 6  | 13 | 14 | -1   | 13   |
| 9.   | Unaí           | 11 | 3  | 2  | 6  | 19 | 22 | -3   | 11   |
| 10.  | Ceilândia      | 11 | 2  | 2  | 7  | 8  | 26 | -18  | 8    |
| 11.  | Ceilandense    | 11 | 0  | 3  | 8  | 1  | 27 | -26  | 3    |
| 12.  | Paranoá        | 11 | 0  | 2  | 9  | 8  | 37 | -29  | 2    |

|  |                                                                 |
|  | Clasificados a los cuartos de final.                            |
|  | Descendidos al Campeonato Brasiliense de Segunda División 2021. |

### Resultados
- Los estadios y horarios del torneo se encuentra en la página oficial de la FFDF.[4]

- La hora de cada encuentro corresponde al huso horario correspondiente al Distrito Federal (UTC-3).

| Brasiliense   | 2 - 0 | Sobradinho     | Boca do Jacaré | 25 de enero | 15:30 |
| Real Brasília | 4 - 0 | Bosque Formosa | Serra do Lago  | 25 de enero | 15:30 |
| Gama          | 5 - 2 | Taguatinga     | Valmir Bezerra | 25 de enero | 16:00 |
| Capital       | 1 - 0 | Ceilandense    | Valmir Bezerra | 26 de enero | 11:00 |
| Unaí          | 2 - 0 | Ceilândia      | Urbano Adjuto  | 26 de enero | 15:30 |
| Luziânia      | 1 - 0 | Paranoá        | Serra do Lago  | 26 de enero | 15:30 |

| Ceilândia      | 0 - 2 | Real Brasília | Maria de Lourdes Abadia | 1 de febrero | 15:30 |
| Paranoá        | 1 - 4 | Capital       | Valmir Bezerra          | 1 de febrero | 16:00 |
| Ceilandense    | 0 - 1 | Luziânia      | Maria de Lourdes Abadia | 2 de febrero | 10:30 |
| Taguatinga     | 1 - 1 | Brasiliense   | Boca do Jacaré          | 2 de febrero | 11:00 |
| Sobradinho     | 1 - 3 | Gama          | Augustinho Lima         | 2 de febrero | 11:00 |
| Bosque Formosa | 1 - 0 | Unaí          | Diogo Gomes             | 2 de febrero | 16:00 |

| Luziânia      | 1 - 2 | Taguatinga     | Serra do Lago  | 5 de febrero  | 15:30 |
| Real Brasília | 5 - 0 | Sobradinho     | Diogo Gomes    | 5 de febrero  | 15:30 |
| Unaí          | 4 - 4 | Paranoá        | Urbano Adjuto  | 5 de febrero  | 17:00 |
| Gama          | 5 - 0 | Ceilandense    | Valmir Bezerra | 5 de febrero  | 20:00 |
| Capital       | 0 - 3 | Bosque Formosa | Valmir Bezerra | 6 de febrero  | 20:00 |
| Brasiliense   | 5 - 0 | Ceilândia      | Boca do Jacaré | 12 de febrero | 15:30 |

| Ceilândia   | 0 - 6 | Gama           | Maria de Lourdes Abadia | 8 de febrero | 15:30 |
| Paranoá     | 1 - 4 | Real Brasília  | Valmir Bezerra          | 8 de febrero | 15:30 |
| Sobradinho  | 2 - 1 | Unaí           | Augustinho Lima         | 8 de febrero | 16:00 |
| Ceilandense | 0 - 8 | Brasiliense    | Maria de Lourdes Abadia | 9 de febrero | 10:30 |
| Taguatinga  | 0 - 0 | Capital        | Boca do Jacaré          | 9 de febrero | 11:00 |
| Luziânia    | 2 - 3 | Bosque Formosa | Serra do Lago           | 9 de febrero | 15:30 |

| Ceilândia      | 3 - 0 | Paranoá     | Maria de Lourdes Abadia | 15 de febrero | 11:00 |
| Brasiliense    | 1 - 2 | Gama        | Boca do Jacaré          | 15 de febrero | 15:30 |
| Real Brasília  | 0 - 0 | Capital     | Serra do Lago           | 15 de febrero | 16:00 |
| Taguatinga     | 0 - 2 | Sobradinho  | Boca do Jacaré          | 16 de febrero | 15:30 |
| Unaí           | 3 - 2 | Luziânia    | Urbano Adjuto           | 16 de febrero | 16:00 |
| Bosque Formosa | 2 - 0 | Ceilandense | Diogo Gomes             | 16 de febrero | 16:00 |

| Ceilandense    | 1 - 2 | Real Brasília | Maria de Lourdes Abadia | 19 de febrero | 15:30 |
| Luziânia       | 2 - 3 | Brasiliense   | Serra do Lago           | 19 de febrero | 19:30 |
| Gama           | 3 - 0 | Unaí          | Valmir Bezerra          | 19 de febrero | 20:00 |
| Paranoá        | 0 - 1 | Sobradinho    | Valmir Bezerra          | 20 de febrero | 15:30 |
| Bosque Formosa | 0 - 3 | Taguatinga    | Diogo Gomes             | 20 de febrero | 20:30 |
| Capital        | 0 - 0 | Ceilândia     | Valmir Bezerra          | 21 de febrero | 15:30 |

| Ceilândia     | 0 - 0 | Ceilandense    | Maria de Lourdes Abadia | 29 de febrero | 11:00 |
| Unaí          | 1 - 2 | Taguatinga     | Urbano Adjuto           | 29 de febrero | 16:00 |
| Paranoá       | 0 - 5 | Gama           | Valmir Bezerra          | 29 de febrero | 16:00 |
| Capital       | 2 - 2 | Luziânia       | Valmir Bezerra          | 1 de marzo    | 11:00 |
| Real Brasília | 0 - 1 | Brasiliense    | Ciro Machado            | 1 de marzo    | 15:30 |
| Sobradinho    | 2 - 2 | Bosque Formosa | Augustinho Lima         | 1 de marzo    | 15:30 |

| Brasiliense    | 4 - 1 | Unaí        | Boca do Jacaré  | 4 de marzo | 15:30 |
| Real Brasília  | 2 - 2 | Luziânia    | Ciro Machado    | 4 de marzo | 15:30 |
| Gama           | 2 - 2 | Capital     | Valmir Bezerra  | 4 de marzo | 20:00 |
| Bosque Formosa | 4 - 2 | Paranoá     | Diogo Gomes     | 4 de marzo | 20:30 |
| Taguatinga     | 0 - 0 | Ceilandense | Urbano Adjuto   | 5 de marzo | 15:30 |
| Sobradinho     | 1 - 3 | Ceilândia   | Augustinho Lima | 5 de marzo | 15:30 |

| Brasiliense | 3 - 1 | Capital        | Boca do Jacaré          | 7 de marzo  | 15:30 |
| Luziânia    | 1 - 5 | Gama           | Serra do Lago           | 7 de marzo  | 16:00 |
| Ceilandense | 0 - 3 | Sobradinho     | Maria de Lourdes Abadia | 8 de marzo  | 10:30 |
| Paranoá     | 1 - 3 | Taguatinga     | Valmir Bezerra          | 8 de marzo  | 15:30 |
| Unaí        | 1 - 3 | Real Brasília  | Urbano Adjuto           | 8 de marzo  | 16:00 |
| Ceilândia   | 1 - 3 | Bosque Formosa | Maria de Lourdes Abadia | 10 de marzo | 15:30 |

| Sobradinho     | 1 - 4 | Luziânia      | Augustinho Lima         | 14 de marzo | 15:30 |
| Ceilandense    | 0 - 0 | Paranoá       | Maria de Lourdes Abadia | 14 de marzo | 15:30 |
| Capital        | 1 - 1 | Unaí          | Mané Garrincha          | 14 de marzo | 16:00 |
| Taguatinga     | 3 - 1 | Ceilândia     | Boca do Jacaré          | 15 de marzo | 15:30 |
| Bosque Formosa | 0 - 2 | Brasiliense   | Diogo Gomes             | 15 de marzo | 16:00 |
| Gama           | 2 - 0 | Real Brasília | Valmir Bezerra          | 8 de agosto | 16:00 |

| Unaí          | 5 - 0 | Ceilandense    | Urbano Adjuto           | 18 de marzo | 15:30 |
| Luziânia      | 4 - 0 | Ceilândia      | Serra do Lago           | 18 de marzo | 15:30 |
| Brasiliense   | 8 - 0 | Paranoá        | Boca do Jacaré          | 18 de marzo | 15:30 |
| Gama          | 3 - 1 | Bosque Formosa | Valmir Bezerra          | 18 de marzo | 15:30 |
| Capital       | 4 - 0 | Ceilandense    | Mané Garrincha          | 18 de marzo | 15:30 |
| Real Brasília | 3 - 2 | Taguatinga     | Maria de Lourdes Abadia | 18 de marzo | 15:30 |

## Fase final
|  | Cuartos de final   | Cuartos de final   | Cuartos de final   |   |             | Semifinales       | Semifinales       | Semifinales       |  |  | Final             | Final             | Final             |
|  | 12 al 16 de agosto | 12 al 16 de agosto | 12 al 16 de agosto |   |             | 19 y 22 de agosto | 19 y 22 de agosto | 19 y 22 de agosto |  |  | 26 y 29 de agosto | 26 y 29 de agosto | 26 y 29 de agosto |
|  |                    |                    |                    |   |             |                   |                   |                   |  |  |                   |                   |                   |
|  | Gama               | 5                  | 2                  |   |             |                   |                   |                   |  |  |                   |                   |                   |
|  | Sobradinho         | 0                  | 1                  |   |             |                   |                   |                   |  |  |                   |                   |                   |
|  | Sobradinho         | 0                  | 1                  |   | Gama        | 3                 | 3                 |                   |  |  |                   |                   |                   |
|  |                    |                    |                    |   | Gama        | 3                 | 3                 |                   |  |  |                   |                   |                   |
|  |                    | Bosque Formosa     | 1                  | 1 |             |                   |                   |                   |  |  |                   |                   |                   |
|  | Bosque Formosa     | Bosque Formosa     | 1                  | 1 | 1           | 0                 |                   |                   |  |  |                   |                   |                   |
|  | Bosque Formosa     |                    |                    |   | 1           | 0                 |                   |                   |  |  |                   |                   |                   |
|  | Taguatinga         | 0                  | 1                  |   |             |                   |                   |                   |  |  |                   |                   |                   |
|  |                    |                    |                    |   |             |                   |                   |                   |  |  | Gama              | 1                 | 2 (4)             |
|  |                    |                    | Brasiliense        | 3 | 0 (3)       |                   |                   |                   |  |  |                   |                   |                   |
|  | Brasiliense        | 0                  | 2                  |   |             |                   |                   |                   |  |  |                   |                   |                   |
|  | Luziânia           | 0                  | 1                  |   |             |                   |                   |                   |  |  |                   |                   |                   |
|  | Luziânia           | 0                  | 1                  |   | Brasiliense | 1                 | 1                 |                   |  |  |                   |                   |                   |
|  |                    |                    |                    |   | Brasiliense | 1                 | 1                 |                   |  |  |                   |                   |                   |
|  |                    | Real Brasília      | 0                  | 2 |             |                   |                   |                   |  |  |                   |                   |                   |
|  | Real Brasília      | Real Brasília      | 0                  | 2 | 1           | 1                 |                   |                   |  |  |                   |                   |                   |
|  | Real Brasília      |                    |                    |   | 1           | 1                 |                   |                   |  |  |                   |                   |                   |
|  | Capital            | 1                  | 0                  |   |             |                   |                   |                   |  |  |                   |                   |                   |

- Nota: En cada llave, el equipo ubicado en la primera línea es el que ejerce la localía en el partido de vuelta.

| Bandera del Distrito Federal de Brasil |
| Campeón                                |
| Gama 13.er título                      |

## Clasificación general
- El campeonato otorga dos cupos para la Copa de Brasil 2021 y, si algún equipo lo tiene garantizado por otra vía, pasará al siguiente en la clasificación general. Además, otorga dos cupos para la Copa Verde 2021 y dos cupos para la Serie D 2021 a los equipos que no se encuentren en ninguna de las demás categorías.

| Pos. | Equipos        | PJ | PG | PE | PP | GF | GC | Dif. | Pts. |
| ---- | -------------- | -- | -- | -- | -- | -- | -- | ---- | ---- |
| 1.   | Gama           | 17 | 15 | 1  | 1  | 57 | 14 | +43  | 46   |
| 2.   | Brasiliense    | 17 | 12 | 2  | 3  | 45 | 13 | +32  | 38   |
| 3.   | Real Brasília  | 15 | 9  | 3  | 3  | 19 | 12 | +17  | 30   |
| 4.   | Bosque Formosa | 15 | 7  | 1  | 7  | 22 | 26 | -4   | 22   |
| 5.   | Taguatinga     | 13 | 6  | 4  | 3  | 19 | 16 | +3   | 21   |
| 6.   | Capital        | 13 | 3  | 7  | 3  | 16 | 14 | +2   | 16   |
| 7.   | Luziânia       | 13 | 4  | 3  | 6  | 23 | 23 | 0    | 15   |
| 8.   | Sobradinho     | 13 | 4  | 1  | 8  | 14 | 31 | -17  | 13   |
| 9.   | Unaí           | 11 | 3  | 2  | 6  | 19 | 22 | -3   | 11   |
| 10.  | Ceilândia      | 11 | 2  | 2  | 7  | 8  | 26 | -18  | 8    |
| 11.  | Ceilandense    | 11 | 0  | 3  | 8  | 1  | 27 | -26  | 3    |
| 12.  | Paranoá        | 11 | 0  | 2  | 9  | 8  | 37 | -29  | 2    |

|  | |
|  | Campeón, clasificado a la Copa de Brasil 2021, clasificado a la Copa Verde 2021 y clasificado a la Serie D 2021.    |
|  | Subcampeón, clasificado a la Copa de Brasil 2021, clasificado a la Copa Verde 2021 y clasificado a la Serie D 2021. |
|  | Clasificado a la Copa de Brasil 2021.                                                                               |
|  | Descendidos al Campeonato Brasiliense de Segunda División 2021.                                                     |